# خورشیدگرفتگی ۲۲ اوت ۱۹۷۹
خورشیدگرفتگی ۲۲ اوت ۱۹۷۹ (به انگلیسی: Solar eclipse of August 22, 1979) یک خورشیدگرفتگی از نوع خورشیدگرفتگی حلقه‌ای است. این خورشیدگرفتگی در تاریخ ۲۲ اوت ۱۹۷۹ میلادی (‎۳۱ مرداد ۱۳۵۸ خورشیدی) روی داد که زمان اوج آن، ساعت ۱۷:۲۲:۳۸ به‌وقت ساعت هماهنگ جهانی بوده‌است. مدت زمان و طول این خورشیدگرفتگی ۶ دقیقه و ۳ ثانیه بود.